# Šestajovice (district de Náchod)
Pour les articles homonymes, voir Šestajovice.
Šestajovice (en allemand : Schestowitz) est une commune du district de Náchod, dans la région de Hradec Králové, en Tchéquie. Sa population s'élevait à 168 habitants en 2022.

## Géographie
Šestajovice se trouve à 7 km à l'est-sud-est de Jaroměř, à 14 km au sud-ouest de Náchod, à 20 km au nord-est de Hradec Králové et à 116 km à l'est-nord-est de Prague.
La commune est limitée par Rychnovek au nord-ouest, par Velká Jesenice au nord, par Nahořany à l'est, par Slavětín nad Metují au sud-est, par Jasenná au sud et par Jaroměř à l'ouest.

## Histoire
La première mention écrite de la localité date de 1450.

## Administration
La commune se compose de deux sections :
- Roztoky
- Šestajovice

## Transports
Par la route, Šestajovice se trouve à 8,5 km de Jaroměř, à 19 km de Náchod, à 25 km de Hradec Králové et à 140 km de Prague. 